# Двупръст мравояд джудже
Двупръстият мравояд джудже (Cyclopes didactylus) е вид бозайник от семейство Cyclopedidae. Видът не е застрашен от изчезване.

## Разпространение и местообитание
Разпространен е в Белиз, Боливия, Бразилия (Алагоас, Амазонас, Амапа, Мараняо, Мато Гросо, Пара, Параиба, Пернамбуко, Рио Гранди до Норти, Рондония, Рорайма и Токантинс), Венецуела, Гватемала, Гвиана, Еквадор, Колумбия, Коста Рика, Мексико (Веракрус, Кампече, Оахака, Табаско и Чиапас), Никарагуа, Панама, Перу, Суринам, Тринидад и Тобаго, Френска Гвиана и Хондурас.
Обитава гористи местности, крайбрежия и плажове в райони с тропически климат, при средна месечна температура около 24,9 градуса.

## Описание
На дължина достигат до 17,7 cm, а теглото им е около 264 g. Имат телесна температура около 33 °C.
Продължителността им на живот е около 2,3 години.